# Kirk Bevins
Kirk Bevins (* 7. Juni 1986 in Warwickshire) ist ein englischer Caller des Darts. Sein Spitzname The Kirkulator spielt auf das englische Wort calculator ‚Taschenrechner‘ an.

## Leben
Bevins erhielt nach seinem Studium an der University of York einen Einjahresvertrag als Mathelehrer.
2009 wurde Bevins Sieger der britischen Spielshow Countdown. 2022 nahm er an der Quizshow Eggheads (Staffel 23, Folge 54) mit seinem Team Thrown Together teil, welches 24.000 Pfund Preisgeld gewann.

## Karriere
Bevins war schon an seiner Universität als Dartspieler und Caller aktiv. So erreichte er 2010 den dritten und 2011 den zweiten Platz bei den UK University Darts Singles Championships. Daraufhin wurde er von Martin Atkins für eine Exhibition engagiert. Einige Wochen später erschien der Caller für das County-Team aus Yorkshire nicht, also schlug Atkins als Ersatzcaller Kirk Bevins vor. Schließlich callte er für die gegnerische Mannschaft aus Glamorgan, welche wiederum dachte, Bevins würde diese Tätigkeit schon seit Jahren ausüben.
Da es auf der PDC-Tour zu diesem Zeitpunkt nur vier Caller gab, gab es weder einfache noch konventionelle Wege dorthin. Bevins war sich dessen bewusst und ergriff die Chance, als er und 31 andere Mitglieder des Stars of Darts Forums grünes Licht bekamen, um freiwillig an einem Pro-Tour-Turnier hinter geschlossenen Türen teilzunehmen. Seinen Angaben zufolge sagte Phil Taylor zu ihm „Du musst im Fernsehen sein“, worauf Bevins antwortete: „Du bist der Mann, der mich dorthin bringt.“ Also sprach Taylor mit PDC-Turnierdirektor Tommy Cox, der Bevins bat, als Schreiber bei einem TV-Turnier aufzutreten. Zu diesem Zeitpunkt hatte sich der Auftritt bei Countdown und dass Bevins die Fernsehkameras nicht störten bereits herumgesprochen. Zwei Monate später verkündete der damals seit über 40 Jahren aktive Caller Bruce Spendley seinen Rücktritt. Bevins wurde daraufhin gefragt, ob er zum Schiedsrichter befördert werden wolle, was er freudig annahm. Kurz darauf debütierte er beim World Matchplay 2012 in Blackpool bei einem Spiel zwischen Kim Huybrechts und Terry Jenkins. 2013 trat Bevins die Nachfolge von Spendley an.
Bevins ist seit 2013 fester Bestandteil des Schiedsrichterteams der PDC und war bis zum Bühnendebüt Huw Wares im März 2017 der jüngste Caller der Organisation.
Bevins gilt als extrem sicherer Schiedsrichter, der nur in äußerst wenigen Fällen Rechenfehler macht. Mit Stand vom 23. Mai 2025 hat er 13 Neundarter bei PDC-Majorturnieren gecallt.